# Plaine-d'Argenson
 Plaine-d’Argenson  is een fusiegemeente (commune nouvelle) in het Franse departement Deux-Sèvres (regio Nouvelle-Aquitaine) en telt 966 inwoners (2017). Zij is gevormd bij besluit van 24 augustus 2017 door de samenvoeging vanaf 1 januari 2018 van de gemeenten Belleville, Boisserolles, Prissé-la-Charrière en Saint-Étienne-la-Cigogne, met Prissé-la-Charrière als kerngemeente. De plaats maakt deel uit van het arrondissement Niort en van de intercommunalité communauté d’agglomération du Niortais.

## Geografie
De onderstaande kaart toont de ligging van Plaine-d'Argenson met de belangrijkste infrastructuur en aangrenzende gemeenten.

## Verkeer
In de gemeente ligt de spoorweghalte Prissé-la-Charrière.